# Riellaceae
Riellaceae, porodica jetrenjarnica, dio je reda Sphaerocarpales. Postoje tri roda unutar porodice

## Rodovi
1. Austroriella Cargill & J. Milne
2. Riella Mont.